# Palazzo Comunale (Modena)

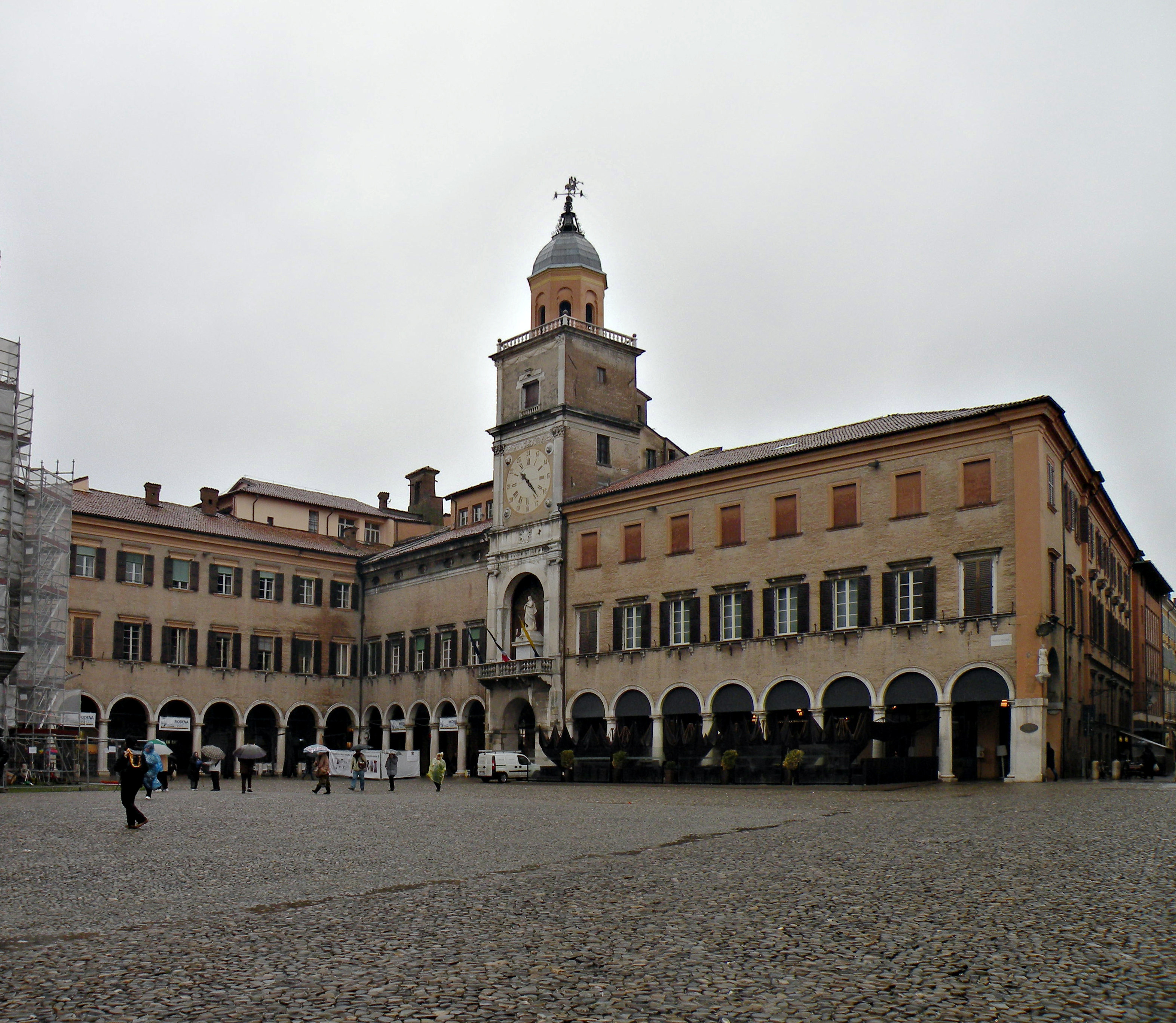
Palazzo Comunale in Modena

Der Palazzo Comunale ist ein Palast aus dem 11. Jahrhundert im historischen Zentrum von Modena in der italienischen Region Emilia-Romagna. Er liegt auf der Ostseite der Piazza Grande und ist Sitz der Stadtverwaltung.

## Geschichte
Eigentlich handelt es sich nicht um einen einzelnen Palast, sondern um einen barocken Umbau aus dem 17. und 18. Jahrhundert zahlreicher Gebäude, die dort seit dem Jahr 1046 entstanden sind, alle mit derselben Funktion der Verwaltung und Repräsentation der Stadt. Der alte Torre civica (heute Torre Mozza, dt.: Gekappter Turm) stürzte im Jahre 1671 infolge eines Erdbebens ein. Ein interessanter Raum im Nordflügel ist der ‚‚Sala del Bifore‘‘ (dt.: Doppelfenstersaal), in dem ein Teil der vorhergehenden Fassade aus dem Mittelalter ans Licht kam, die einige Meter weiter hinten saß als die vorhergehende.

## Beschreibung

### Sala del Fuoco
Im Inneren des Palastes ist der Fries des Sala del Fuoco (dt.: Feuersaal) bemerkenswert. Es handelt sich um eine Reihe von Gemälden, die Nicolò dell’Abbate 1546 schuf und die Episoden aus der Belagerung von Modena im Jahre 44 v. Chr. zeigen. Dies bot eine Gelegenheit, Persönlichkeiten der römischen Geschichte, wie Marcus Antonius, Marcus Iunius Brutus oder Kaiser Augustus, vor einem typisch „emilianischen“ Hintergrund abzubilden, in dem auch einige Stadtansichten erscheinen. In der Sala del Fuoco gab es immer ein Kohlebecken, aus dem die Stadtbewohner Glut für ihr eigenes Feuer zuhause entnehmen konnten. Es handelte sich um eine öffentliche Dienstleistung, die von den Modeneser Bürgern offensichtlich sehr geschätzt wurde.

### Secchia Rapita
Im Camerino dei Confirmati ist eines der Symbole der Stadt erhalten: Die Secchia rapita (dt.: geraubter Eimer), ein normaler Holzeimer, der die Modeneser an den ehrenvollen Sieg über die Bologneser in der Schlacht von Zappolino 1325 erinnert. Nach einer alten Chronik, die man im 17. Jahrhundert fand, stahlen die Modeneser den Eimer von einem Bologneser Brunnen und brachten ihn als Trophäe in ihre Stadt. Er bildete Objekt und Titel des bekannten Heldengedichtes von Alessandro Tassoni: La secchia rapida.

### Preda Ringadora

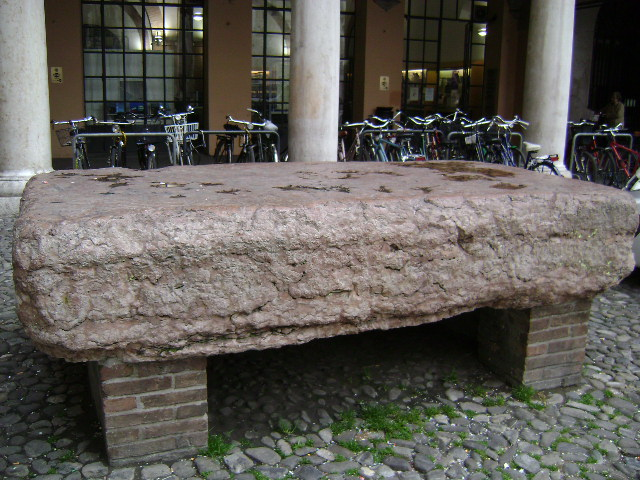
Preda Ringadora

Der Eimer ist ein direktes Zeugnis des mittelalterlichen Lebens in der Stadt: Man kann sich die Preda Ringadora (dt.: Ringadora-Beute) nähern, einem großen, rechteckigen Marmorbrocken, der wenige Meter entfernt von den Laubengängen des Palastes aufgestellt wurde und der vermutlich ursprünglich zu einem alten, römischen Gebäude gehörte. In der Zeit des Mittelalters diente die Preda als Bühne für die Sprecher, aber auch als Ort, an dem Todesurteile vollstreckt und Leichen ausgestellt wurden (bis sie jemand identifizieren konnte).

### Bonissima

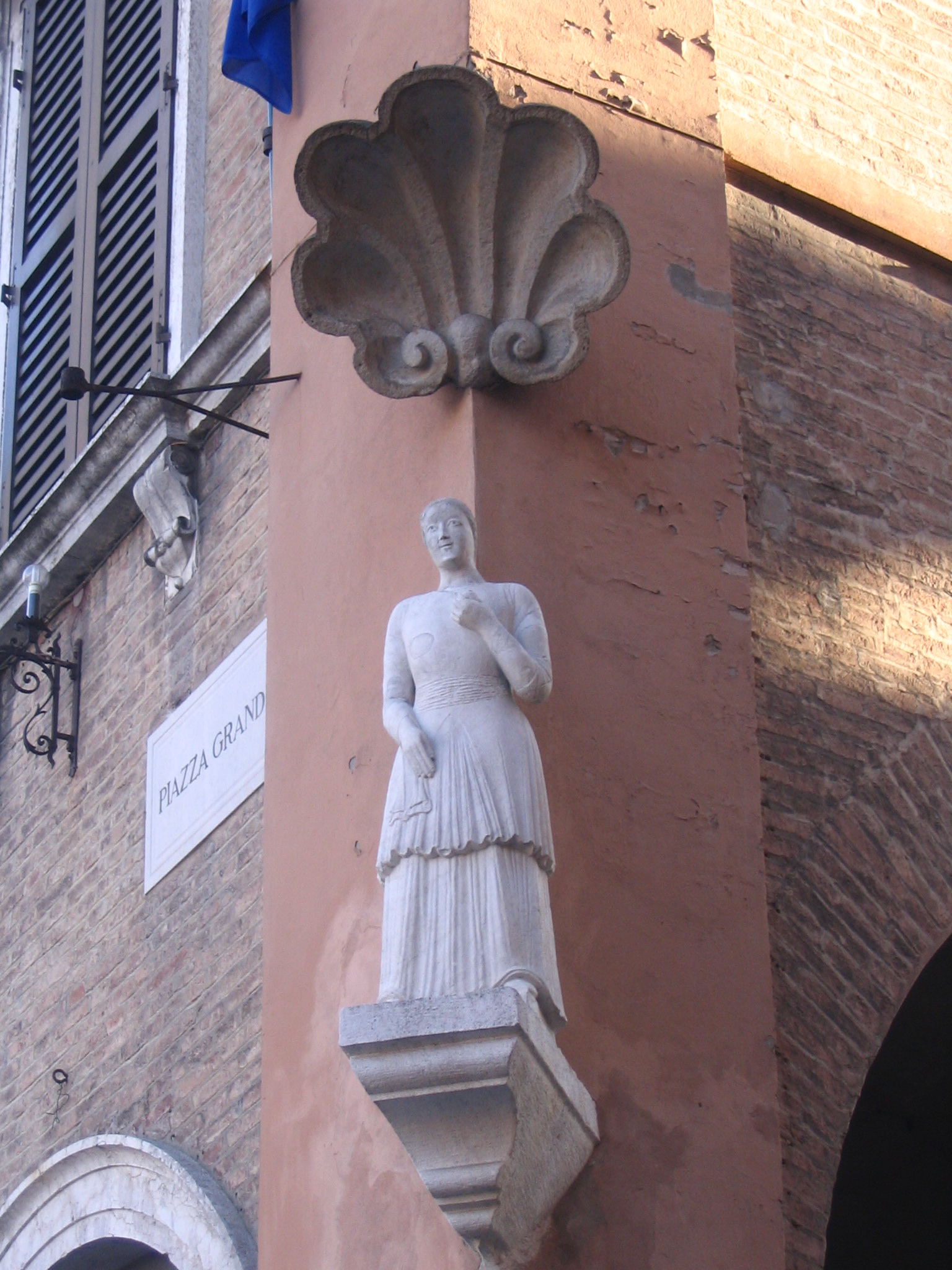
Bonissima

Aus dem Mittelalter stammt auch die Statue der Bonissima, einer mysteriösen, weiblichen Figur, die 1268 auf der Piazza Grande aufgestellt und später über den Laubengang des Palazzo Comunale, an der Ecke zu Via Castellaro, gesetzt wurde. Die Sage dort erzählt von einer freigiebigen Adelsfrau aus Modena, Bona, die sich durch Großzügigkeit gegenüber den Armen auszeichnete. Wahrscheinlicher ist es jedoch, dass die weibliche Figur, die vielleicht in der rechten Hand eine Waage hielt, die aber heute nicht mehr existiert, das Symbol für die Buona stima (dt.: gute Schätzung) ist (ein Name, aus dem im örtlichen Dialekt „bona èsma“ und später „bonésma“ wurde), das heißt, für die Präzision in Bezug auf Messungen und Handel: Zu Füßen der Statue waren tatsächlich die alten Handelsmaße von Modena eingraviert, was ab dem Jahr 1547 in der Apsis des Doms dokumentiert ist.